# Thomas Bulfinch
 (juillet 2013).
Si vous disposez d'ouvrages ou d'articles de référence ou si vous connaissez des sites web de qualité traitant du thème abordé ici, merci de compléter l'article en donnant les références utiles à sa vérifiabilité et en les liant à la section « Notes et références ».
Thomas Bulfinch (15 juillet 1796 - 27 mai 1867) est un écrivain américain né à Newton au Massachusetts dans une famille de marchands éduqués mais modestes. C'est le fils de Charles Bulfinch, l'architecte du Massachusetts State House de Boston et d'une partie du Capitole des États-Unis à Washington, D.C. Les revenus de Bulfinch provenaient de sa position à la Merchants' Bank of Boston.

## Travaux
Il est connu comme l'auteur de Bulfinch's Mythology, une compilation (1881) de travaux précédents assemblée, après sa mort, par Edward Everett Hale. Celle-ci contient des histoires appartenant aux matière de Rome, matière de Bretagne et matière de France.
1. The Age of Fable; or Stories of Gods and Heroes (1855)
2. The Age of Chivalry, or Legends of King Arthur (1858)
3. Legends of Charlemagne, or Romance of the Middle Ages (1863)

Thomas Bulfinch a aussi réorganisé le livre des Psaumes afin d'illustrer l'histoire des Hébreux.